# The Best of The Velvet Underground: Words and Music of Lou Reed
The Best of The Velvet Underground: Words and Music of Lou Reed è una raccolta del gruppo rock The Velvet Underground. Venne pubblicata nell'ottobre 1989 dalla Verve Records.
The Best of The Velvet Underground concluse la serie di ristampe del materiale del gruppo di proprietà della Verve Records avvenuta a metà anni ottanta (i primi tre album più le compilation VU  e Another View).
L'uscita del disco cercò di capitalizzare il buon momento commerciale di Lou Reed, che aveva da poco pubblicato l'acclamato album New York. Per questa ragione, questa raccolta contiene solo canzoni del gruppo scritte esclusivamente da Lou Reed.

## Tracce
Tutti i brani sono opera di Lou Reed.
Lato A
1. I'm Waiting for the Man
2. Femme Fatale
3. Run Run Run
4. Heroin
5. All Tomorrow's Parties
6. I'll Be Your Mirror
7. White Light/White Heat
8. Stephanie Says

(1–6) da The Velvet Underground & Nico; (7) da White Light/White Heat; (8) da VU.
Lato B
1. What Goes On
2. Beginning to See the Light
3. Pale Blue Eyes
4. I Can't Stand It
5. Lisa Says
6. Sweet Jane
7. Rock and Roll

(1–3) da The Velvet Underground; (3–5) da VU; (6–7) da Loaded.

## Formazione
The Velvet Underground
- John Cale – basso, viola elettrica, pianoforte, organo, celesta, cori (lato A)
- Sterling Morrison – chitarra, cori, basso in All Tomorrow's Parties
- Lou Reed – voce, chitarra, pianoforte in White Light/White Heat
- Maureen Tucker – percussioni (eccetto Sweet Jane e Rock and Roll)
- Doug Yule – basso, tastiere, cori, batteria in Sweet Jane e Rock and Roll, chitarra solista in Rock and Roll (lato B)

Musicisti aggiuntivi
- Nico – voce in Femme Fatale, I'll Be Your Mirror e All Tomorrow's Parties

Staff tecnico
- Andy Warhol – produzione (The Velvet Underground & Nico)
- Tom Wilson – produttore (White Light/White Heat)
- The Velvet Underground – produttori (VU e The Velvet Underground)
- Geoff Haslam, Shel Kagan e Velvet Underground – produttori (Loaded)
- Bill Levenson – produttore esecutivo della raccolta